# Concatedral de la Asunción de María (Bitonto)
La concatedral de la Asunción de María o simplemente catedral de Bitonto (en italiano: Concattedrale di Maria SS. Assunta) Es una catedral católica en la ciudad de Bitonto en la provincia de Bari, Italia. La Chiesa dell'Assunta e San Lentino está dedicada a San Valentín.

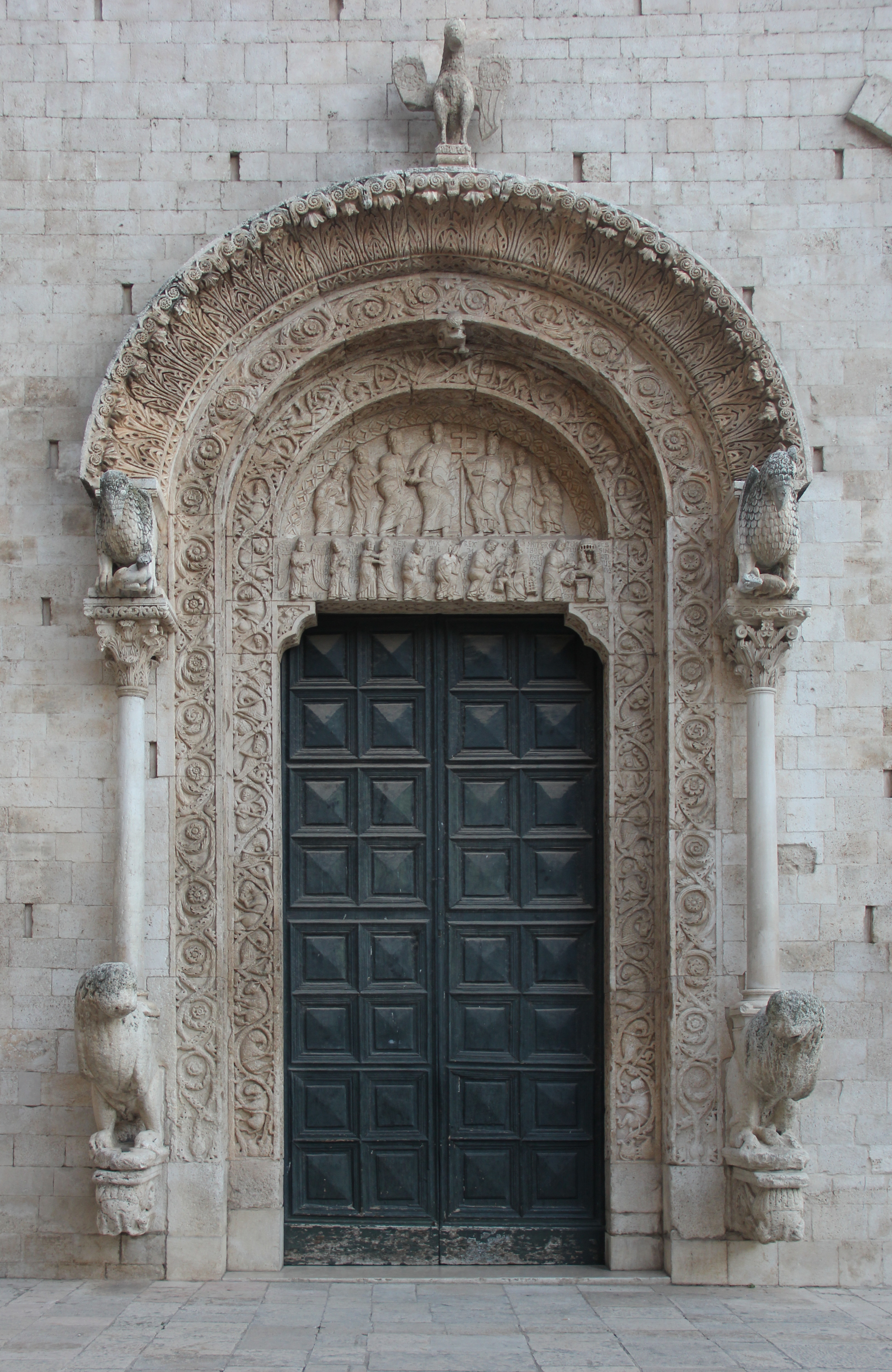
Portada principal´

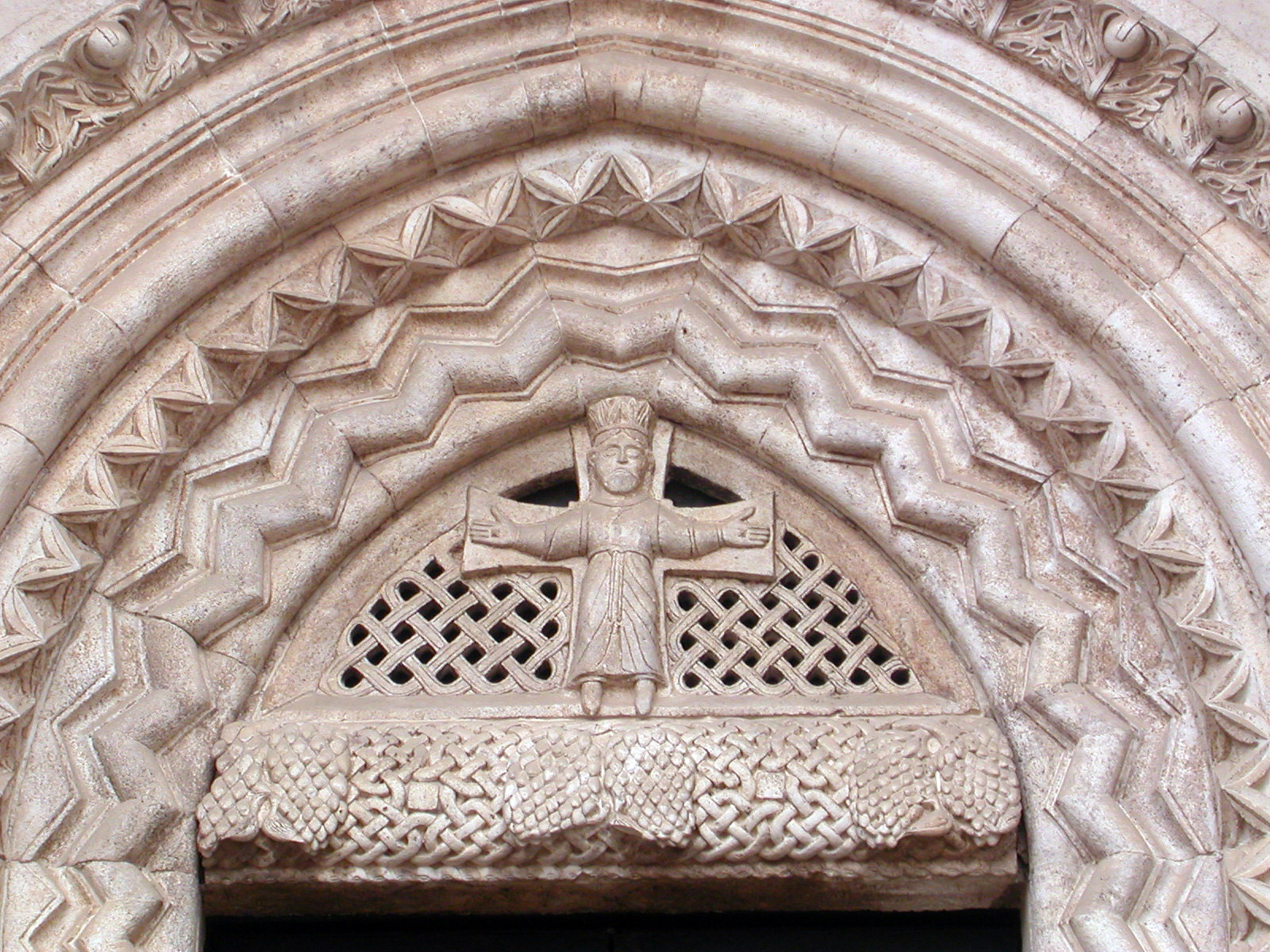
Cristo crucificado, coronado y con túnica en el tímpano de la "Portada de la Excomunión".

La catedral, dedicada a Santa María, fue la sede del pequeño obispado de Bitonto desde la fundación del obispado, se cree que en el siglo VIII, hasta 1818, cuando se combinó con la vecina diócesis de Ruvo para formar la diócesis de Ruvo y Bitonto. Esta fue separada nuevamente en 1982, y la diócesis de Bitonto, con la catedral de Bitonto como su asiento, fue restablecida brevemente, pero fue combinada con la archidiócesis de Bari en 1986 para formar la archidiócesis de Bari-Bitonto, en donde la catedral de Bitonto es ahora una concatedral.
Los restos de una iglesia paleocristiana que precede por algunos siglos el establecimiento del obispado, fue descubierta debajo del edificio actual.

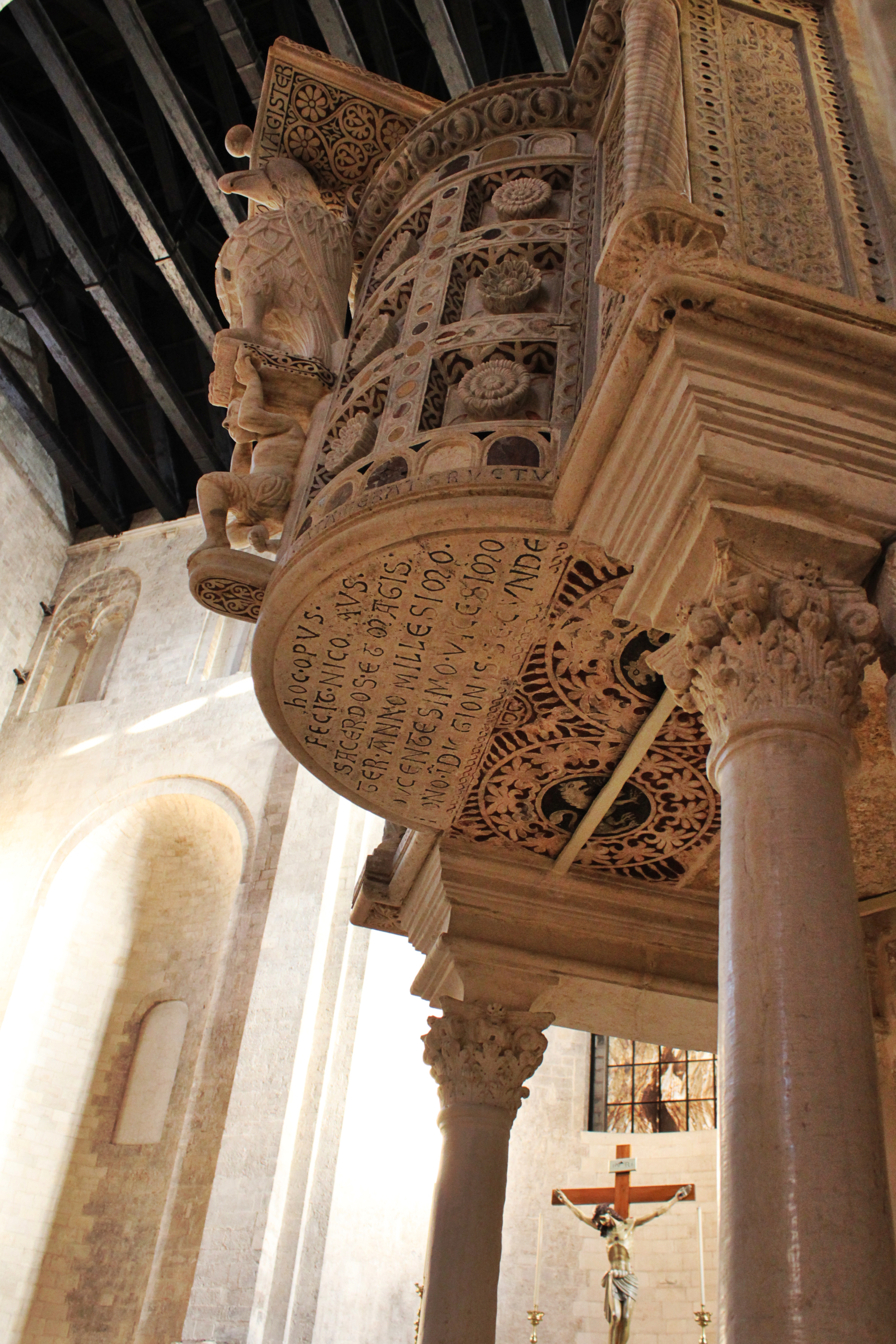
Ambón, construido por Nicolaus (Fecit Nicolaus), datado en 1229.

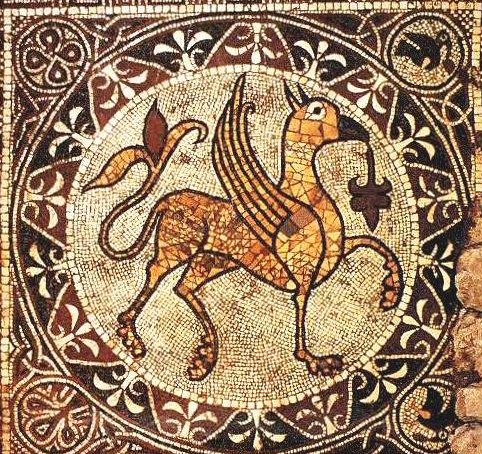
Mosaico de un grifo en la cripta de la catedral.

Consagrada en un principio al santo obispo Valentín de Terni, la construcción actual fue erigida probablemente en el siglo XII en estilo románico apuliense, siguiendo el modelo de la Basílica de San Nicolás (Bari). El lado derecho está jalonado por ventanas políforas y profundos arcos, donde el último de los cuales conserva una portada gótica conocida como "Puerta de la Excomunión", donde está esculpido en su tímpano un Cristo crucificado, coronado y con túnica. 
El interior, con planta de cruz latina, está dividido en tres naves absidales. Destacan la techumbre de entramado de madera con decoración policromada y un ambón decorado con pasta de vidrio según modelos islámicos y con bajorrelieves de los emperadores suabos. La cripta consiste en una sala con bóveda de crucería sostenida por treinta y seis columnas con capiteles de motivos zoomorfos y fitomorfos. Esta cripta conduce a las excavaciones, utilizadas como museo, en las que se conservan los restos, que datan del siglo V, de una iglesia anterior, donde destaca un mosaico que representa un grifo datado en el siglo XI.
La concatedral formó parte, entre 2006-2021, de un bien serial «Catedrales románicas de Apulia»,  recogido por Italia en su Lista Indicativa, paso previo a ser declarado patrimonio de la Humanidad.